# Gallirex
Genre
Gallirex est un genre d'oiseaux de la famille des Musophagidae.

## Liste des espèces
Selon la classification de référence du Congrès ornithologique international (14.2, 2024) il comporte deux espèces :
- Gallirex porphyreolophus (Vigors, 1831) – Touraco à huppe splendide
- Gallirex johnstoni Sharpe, 1901 – Touraco du Rwenzori